# Basse-sur-le-Rupt
Basse-sur-le-Rupt és un municipi francès, situat al departament dels Vosges i a la regió del Gran Est. L'any 2007 tenia 890 habitants.

## Demografia

### Població
El 2007 la població de fet de Basse-sur-le-Rupt era de 890 persones. Hi havia 348 famílies, de les quals 80 eren unipersonals (36 homes vivint sols i 44 dones vivint soles), 128 parelles sense fills, 120 parelles amb fills i 20 famílies monoparentals amb fills.
La població ha evolucionat segons el següent gràfic:
Habitants censats

### Habitatges
El 2007 hi havia 574 habitatges, 361 eren l'habitatge principal de la família, 193 eren segones residències i 20 estaven desocupats. 491 eren cases i 79 eren apartaments. Dels 361 habitatges principals, 288 estaven ocupats pels seus propietaris, 58 estaven llogats i ocupats pels llogaters i 15 estaven cedits a títol gratuït; 3 tenien una cambra, 9 en tenien dues, 38 en tenien tres, 80 en tenien quatre i 231 en tenien cinc o més. 308 habitatges disposaven pel capbaix d'una plaça de pàrquing. A 155 habitatges hi havia un automòbil i a 179 n'hi havia dos o més.

### Piràmide de població
La piràmide de població per edats i sexe el 2009 era:
| Homes | Edats   | Dones |
| ----- | ------- | ----- |
| 0     | 95 o +  | 0     |
| 0     | 90 a 94 | 0     |
| 0     | 85 a 89 | 12    |
| 4     | 80 a 84 | 8     |
| 16    | 75 a 79 | 20    |
| 12    | 70 a 74 | 20    |
| 24    | 65 a 69 | 8     |
| 12    | 60 a 64 | 28    |
| 20    | 55 a 59 | 12    |
| 44    | 50 a 54 | 36    |
| 28    | 45 a 49 | 36    |
| 36    | 40 a 44 | 40    |
| 24    | 35 a 39 | 24    |
| 24    | 30 a 34 | 28    |
| 24    | 25 a 29 | 16    |
| 16    | 20 a 24 | 24    |
| 48    | 15 a 19 | 28    |
| 28    | 10 a 14 | 28    |
| 28    | 5 a 9   | 24    |
| 12    | 0 a 4   | 20    |

## Economia
El 2007 la població en edat de treballar era de 584 persones, 445 eren actives i 139 eren inactives. De les 445 persones actives 415 estaven ocupades (229 homes i 186 dones) i 30 estaven aturades (12 homes i 18 dones). De les 139 persones inactives 71 estaven jubilades, 39 estaven estudiant i 29 estaven classificades com a «altres inactius».

### Ingressos
El 2009 a Basse-sur-le-Rupt hi havia 361 unitats fiscals que integraven 908 persones, la mediana anual d'ingressos fiscals per persona era de 17.803 €.

### Activitats econòmiques
Dels 26 establiments que hi havia el 2007, 2 eren d'empreses extractives, 3 d'empreses de fabricació d'altres productes industrials, 10 d'empreses de construcció, 3 d'empreses de comerç i reparació d'automòbils, 2 d'empreses d'hostatgeria i restauració, 1 d'una empresa immobiliària, 4 d'empreses de serveis i 1 d'una empresa classificada com a «altres activitats de serveis».
Dels 9 establiments de servei als particulars que hi havia el 2009, 1 era un taller de reparació d'automòbils i de material agrícola, 1 guixaire pintor, 3 fusteries, 1 lampisteria, 1 electricista, 1 empresa de construcció i 1 agència immobiliària.
L'únic establiment comercial que hi havia el 2009 era una botiga de menys de 120 m².
L'any 2000 a Basse-sur-le-Rupt hi havia 14 explotacions agrícoles que ocupaven un total de 315 hectàrees.

## Equipaments sanitaris i escolars
El 2009 hi havia una escola elemental.

## Poblacions més properes
El següent diagrama mostra les poblacions més properes.